# Thomas Christiansen
Thomas Christiansen Tarín (Hadsund, 11 marzo 1973) è un allenatore di calcio ed ex calciatore danese naturalizzato spagnolo,  di ruolo attaccante, commissario tecnico della nazionale panamense.

## Statistiche

### Cronologia presenze e reti in nazionale
| Cronologia completa delle presenze e delle reti in nazionale ― Spagna | Cronologia completa delle presenze e delle reti in nazionale ― Spagna | Cronologia completa delle presenze e delle reti in nazionale ― Spagna | Cronologia completa delle presenze e delle reti in nazionale ― Spagna | Cronologia completa delle presenze e delle reti in nazionale ― Spagna | Cronologia completa delle presenze e delle reti in nazionale ― Spagna | Cronologia completa delle presenze e delle reti in nazionale ― Spagna | Cronologia completa delle presenze e delle reti in nazionale ― Spagna |
| Data                                                                  | Città                                                                 | In casa                                                               | Risultato                                                             | Ospiti                                                                | Competizione                                                          | Reti                                                                  | Note                                                                  |
| --------------------------------------------------------------------- | --------------------------------------------------------------------- | --------------------------------------------------------------------- | --------------------------------------------------------------------- | --------------------------------------------------------------------- | --------------------------------------------------------------------- | --------------------------------------------------------------------- | --------------------------------------------------------------------- |
| 27-1-1993                                                             | Las Palmas                                                            | Spagna                                                                | 1 – 1                                                                 | Messico                                                               | Amichevole                                                            | -                                                                     | 46’                                                                   |
| 24-2-1993                                                             | Siviglia                                                              | Spagna                                                                | 5 – 0                                                                 | Lituania                                                              | Qual. Mondiali 1994                                                   | 1                                                                     | 67’                                                                   |
| Totale                                                                |                                                                       | Presenze                                                              | 2                                                                     |                                                                       | Reti                                                                  | 1                                                                     |                                                                       |

### Statistiche da allenatore

#### Club
Statistiche aggiornate al 23 luglio 2020. In grassetto le competizioni vinte.
| Stagione           | Squadra              | Campionato         | Campionato | Campionato | Campionato | Campionato | Coppe nazionali | Coppe nazionali | Coppe nazionali | Coppe nazionali | Coppe nazionali | Coppe continentali | Coppe continentali | Coppe continentali | Coppe continentali | Coppe continentali | Altre coppe | Altre coppe | Altre coppe | Altre coppe | Altre coppe | Totale | Totale | Totale | Totale | % Vittorie | Piazz. |
| Stagione           | Squadra              | Comp               | G          | V          | N          | P          | Comp            | G               | V               | N               | P               | Comp               | G                  | V                  | N                  | P                  | Comp        | G           | V           | N           | P           | G      | V      | N      | P      | %          | Piazz. |
| ------------------ | -------------------- | ------------------ | ---------- | ---------- | ---------- | ---------- | --------------- | --------------- | --------------- | --------------- | --------------- | ------------------ | ------------------ | ------------------ | ------------------ | ------------------ | ----------- | ----------- | ----------- | ----------- | ----------- | ------ | ------ | ------ | ------ | ---------- | ------ |
| 2014-2015          | AEK Larnaca          | A                  | 32         | 17         | 8          | 7          | KK              | 6               | 3               | 3               | 0               | -                  | -                  | -                  | -                  | -                  | -           | -           | -           | -           | -           | 38     | 20     | 11     | 7      | 52,63      | 2º     |
| 2015-2016          | AEK Larnaca          | A                  | 36         | 23         | 6          | 7          | KK              | 6               | 3               | 3               | 0               | UEL                | 2                  | 0                  | 0                  | 2                  | -           | -           | -           | -           | -           | 44     | 23     | 14     | 9      | 52,27      | 2º     |
| Totale AEK Larnaca | Totale AEK Larnaca   | Totale AEK Larnaca | 68         | 40         | 14         | 14         |                 | 12              | 6               | 6               | 0               |                    | 2                  | 0                  | 0                  | 2                  |             |             |             |             |             | 82     | 46     | 20     | 16     | 56,10      |        |
| 2016-2017          | APOEL                | A                  | 36         | 24         | 8          | 4          | KK              | 6               | 3               | 3               | 0               | UEL+UEL            | 6+10               | 2+5                | 2+0                | 2+5                | -           | -           | -           | -           | -           | 58     | 34     | 13     | 11     | 58,62      | 1º     |
| Totale APOEL       | Totale APOEL         | Totale APOEL       | 36         | 24         | 8          | 4          |                 | 6               | 3               | 3               | 0               |                    | 16                 | 7                  | 2                  | 7                  |             |             |             |             |             | 58     | 34     | 13     | 11     | 58,62      |        |
| 2017-feb. 2018     | Leeds Utd            | FCL                | 30         | 13         | 5          | 12         | FACup+CdL       | 1+4             | 0+3             | 0+0             | 1+1             | -                  | -                  | -                  | -                  | -                  | -           | -           | -           | -           | -           | 35     | 16     | 5      | 14     | 45,71      | Eson.  |
| Totale Leeds Utd   | Totale Leeds Utd     | Totale Leeds Utd   | 30         | 13         | 5          | 12         |                 | 5               | 3               | 0               | 2               |                    |                    |                    |                    |                    |             |             |             |             |             | 35     | 16     | 5      | 14     | 45,71      |        |
| 2019-2020          | Union Saint-Gilloise | B                  | 28         | 11         | 12         | 5          | CdB             | 3               | 2               | 0               | 1               | -                  | -                  | -                  | -                  | -                  | -           | -           | -           | -           | -           | 31     | 13     | 12     | 6      | 41,94      | 4º     |
| Totale Union SG    | Totale Union SG      | Totale Union SG    | 28         | 11         | 12         | 5          |                 | 3               | 2               | 0               | 1               |                    |                    |                    |                    |                    |             |             |             |             |             | 31     | 13     | 12     | 6      | 41,94      |        |
| Totale carriera    | Totale carriera      | Totale carriera    | 162        | 88         | 39         | 35         |                 | 26              | 14              | 9               | 3               |                    | 18                 | 7                  | 2                  | 9                  |             |             |             |             |             | 206    | 109    | 50     | 47     | 52,91      |        |

#### Nazionale
| Squadra | Naz               | dal            | al       | Record | Record | Record | Record | Record | Record | Record | Record     |
| Squadra | Naz               | dal            | al       | G      | V      | N      | P      | GF     | GS     | DR     | % Vittorie |
| ------- | ----------------- | -------------- | -------- | ------ | ------ | ------ | ------ | ------ | ------ | ------ | ---------- |
| Panama  | Panama (bandiera) | 23 luglio 2020 | in corso | 44     | 19     | 12     | 13     | 69     | 56     | +13    | 43,18      |

#### Nazionale panamense nel dettaglio
| Lug. 2021      | Panama        | Gold Cup 2021            | 3° nel gruppo D        | 3  | 1  | 1  | 1  | 33,33 | 8  | 7  | +1  |
| 2021           | Panama        | Qual. Mondiale 2022      | 5° nel gruppo CONCACAF | 14 | 9  | 3  | 2  | 64,29 | 32 | 11 | +21 |
| 2022           | Panama        | Qual. Mondiale 2022      | 5° nel gruppo CONCACAF | 6  | 2  | 1  | 3  | 33,33 | 6  | 10 | -4  |
| 2022           | Panama        | Nations League 2022-2023 | 4°                     | 3  | 2  | 1  | 0  | 66,67 | 7  | 0  | +7  |
| 2023           | Panama        | Nations League 2022-2023 | 4°                     | 3  | 1  | 0  | 2  | 33,33 | 1  | 3  | -2  |
| giu.-lug. 2023 | Panama        | Gold Cup 2023            | Nel gruppo C           | 0  | 0  | 0  | 0  | —     | 0  | 0  | +0  |
| Dal 2020       | Panama        | Amichevoli               |                        | 24 | 12 | 5  | 7  | 50,00 | 15 | 25 | -10 |
| Totale Panama  | Totale Panama | Totale Panama            | Totale Panama          | 44 | 19 | 12 | 13 | 43,18 | 69 | 56 | +13 |

#### Panchine da commissario tecnico della nazionale panamense
| Cronologia completa delle presenze e delle reti in nazionale ― Panama | Cronologia completa delle presenze e delle reti in nazionale ― Panama | Cronologia completa delle presenze e delle reti in nazionale ― Panama | Cronologia completa delle presenze e delle reti in nazionale ― Panama | Cronologia completa delle presenze e delle reti in nazionale ― Panama | Cronologia completa delle presenze e delle reti in nazionale ― Panama | Cronologia completa delle presenze e delle reti in nazionale ― Panama                                                                             | Cronologia completa delle presenze e delle reti in nazionale ― Panama |
| Data                                                                  | Città                                                                 | In casa                                                               | Risultato                                                             | Ospiti                                                                | Competizione                                                          | Reti | Note                                                                  |
| --------------------------------------------------------------------- | --------------------------------------------------------------------- | --------------------------------------------------------------------- | --------------------------------------------------------------------- | --------------------------------------------------------------------- | --------------------------------------------------------------------- | --- | --------------------------------------------------------------------- |
| 11-10-2020                                                            | San José                                                              | Costa Rica                                                            | 0 – 1                                                                 | Panama                                                                | Amichevole                                                            | Abdiel Ayarza |                                                                       |
| 14-10-2020                                                            | San José                                                              | Costa Rica                                                            | 0 – 1                                                                 | Panama                                                                | Amichevole                                                            | Abdiel Ayarza | Cap: H.Cummings                                                       |
| 13-11-2020                                                            | Graz                                                                  | Giappone                                                              | 1 – 0                                                                 | Panama                                                                | Amichevole                                                            | - | Cap: H.Cummings                                                       |
| 16-11-2020                                                            | Wiener Neustadt                                                       | Stati Uniti                                                           | 6 – 2                                                                 | Panama                                                                | Amichevole                                                            | 2 José Fajardo |                                                                       |
| 29-1-2021                                                             | Panama                                                                | Panama                                                                | 0 – 0                                                                 | Serbia                                                                | Amichevole                                                            | - |                                                                       |
| 26-3-2021                                                             | Santo Domingo                                                         | Panama                                                                | 1 – 0                                                                 | Barbados                                                              | Qual. Mondiali 2022                                                   | Jair Catuy | Cap: H.Cummings                                                       |
| 28-3-2021                                                             | Santo Domingo                                                         | Dominica                                                              | 1 – 2                                                                 | Panama                                                                | Qual. Mondiali 2022                                                   | autorete José Fajardo | Cap: H.Cummings                                                       |
| 6-6-2021                                                              | Panama                                                                | Anguilla                                                              | 0 – 13                                                                | Panama                                                                | Qual. Mondiali 2022                                                   | Armando Cooper 2 Cecilio Waterman Jorman Aguilar 4 Gabriel Torres 2 (rig.) autorete Miguel Camargo Jair Catuy Alberto Quintero Francisco Palacios | Cap: A.Machado                                                        |
| 9-6-2021                                                              | Panama                                                                | Panama                                                                | 3 – 0                                                                 | Rep. Dominicana                                                       | Qual. Mondiali 2022                                                   | Aníbal Godoy Édgar Bárcenas Cecilio Waterman | Cap: H.Cummings                                                       |
| 13-6-2021                                                             | Panama                                                                | Panama                                                                | 2 – 1                                                                 | Curaçao                                                               | Qual. Mondiali 2022                                                   | Alberto Quintero Cecilio Waterman | Cap: H.Cummings                                                       |
| 16-6-2021                                                             | Willemstad                                                            | Curaçao                                                               | 0 – 0                                                                 | Panama                                                                | Qual. Mondiali 2022                                                   | - | Cap: H.Cummings                                                       |
| 1-7-2021                                                              | Nashville                                                             | Messico                                                               | 3 – 0                                                                 | Panama                                                                | Amichevole                                                            | - | Cap: A.Machado                                                        |
| 14-7-2021                                                             | Houston                                                               | Qatar                                                                 | 3 – 3                                                                 | Panama                                                                | Gold Cup 2021 - 1º turno                                              | 2 Rolando Blackburn Eric Davis (rig.) | Cap: H.Cummings                                                       |
| 18-7-2021                                                             | Houston                                                               | Panama                                                                | 2 – 3                                                                 | Honduras                                                              | Gold Cup 2021 - 1º turno                                              | Eric Davis (rig.) César Yanis | Cap: H.Cummings                                                       |
| 21-7-2021                                                             | Orlando                                                               | Panama                                                                | 3 – 1                                                                 | Grenada                                                               | Gold Cup 2021 - 1º turno                                              | Alberto Quintero 2 Puma | Cap: A.Machado                                                        |
| 3-9-2021                                                              | Panama                                                                | Panama                                                                | 0 – 0                                                                 | Costa Rica                                                            | Qual. Mondiali 2022                                                   | - | Cap: A.Godoy                                                          |
| 6-9-2021                                                              | Kingston                                                              | Giamaica                                                              | 0 – 3                                                                 | Panama                                                                | Qual. Mondiali 2022                                                   | Andres Andrade Rolando Blackburn Cecilio Waterman                                                                                                 | Cap: A.Godoy                                                          |
| 9-9-2021                                                              | Panama                                                                | Panama                                                                | 1 – 1                                                                 | Messico                                                               | Qual. Mondiali 2022                                                   | Rolando Blackburn | Cap: A.Godoy                                                          |
| 8-10-2021                                                             | San Salvador                                                          | El Salvador                                                           | 1 – 0                                                                 | Panama                                                                | Qual. Mondiali 2022                                                   | - | Cap: A.Godoy                                                          |
| 11-10-2021                                                            | Panama                                                                | Panama                                                                | 1 – 0                                                                 | Stati Uniti                                                           | Qual. Mondiali 2022                                                   | Aníbal Godoy | Cap: A.Godoy                                                          |
| 14-10-2021                                                            | Toronto                                                               | Canada                                                                | 4 – 1                                                                 | Panama                                                                | Qual. Mondiali 2022                                                   | Rolando Blackburn | Cap: A.Godoy                                                          |
| 13-11-2021                                                            | San Pedro Sula                                                        | Honduras                                                              | 2 – 3                                                                 | Panama                                                                | Qual. Mondiali 2022                                                   | Cecilio Waterman César Yanis Eric Davis | Cap: E.Davis                                                          |
| 17-11-2021                                                            | Panama                                                                | Panama                                                                | 2 – 1                                                                 | El Salvador                                                           | Qual. Mondiali 2022                                                   | Cecilio Waterman Freddy Góndola | Cap: A.Godoy                                                          |
| 16-1-2022                                                             | Lima                                                                  | Perù                                                                  | 1 – 1                                                                 | Panama                                                                | Amichevole                                                            | Abdiel Ayarza | Cap: A.Quintero                                                       |
| 28-1-2022                                                             | San José                                                              | Costa Rica                                                            | 1 – 0                                                                 | Panama                                                                | Qual. Mondiali 2022                                                   | - | Cap: A.Godoy                                                          |
| 30-1-2022                                                             | Panama                                                                | Panama                                                                | 3 – 2                                                                 | Giamaica                                                              | Qual. Mondiali 2022                                                   | autorete Eric Davis Azmahar Ariano | Cap: A.Godoy                                                          |
| 3-2-2022                                                              | Città del Messico                                                     | Messico                                                               | 1 – 0                                                                 | Panama                                                                | Qual. Mondiali 2022                                                   | - | Cap: A.Godoy                                                          |
| 25-3-2022                                                             | Panama                                                                | Panama                                                                | 1 – 1                                                                 | Honduras                                                              | Qual. Mondiali 2022                                                   | Rolando Blackburn | Cap: A.Godoy                                                          |
| 28-3-2022                                                             | Orlando                                                               | Stati Uniti                                                           | 5 – 1                                                                 | Panama                                                                | Qual. Mondiali 2022                                                   | Aníbal Godoy | Cap: A.Godoy                                                          |
| 31-3-2022                                                             | Panama                                                                | Panama                                                                | 1 – 0                                                                 | Canada                                                                | Qual. Mondiali 2022                                                   | Gabriel Torres | Cap: A.Godoy                                                          |
| 3-6-2022                                                              | Panama                                                                | Panama                                                                | 2 – 0                                                                 | Costa Rica                                                            | CONCACAF Nations League 2022-2023 - 1º turno                          | Ismael Diaz Cecilio Waterman | Cap: E.Davis                                                          |
| 10-6-2022                                                             | Panama                                                                | Panama                                                                | 5 – 0                                                                 | Martinica                                                             | CONCACAF Nations League 2022-2023 - 1º turno                          | Gabriel Torres autorete Fidel Escobar 2 Édgar Bárcenas                                                                                            | Cap: A.Godoy                                                          |
| 11-6-2022                                                             | Montevideo                                                            | Uruguay                                                               | 5 – 0                                                                 | Panama                                                                | Amichevole                                                            | - | Cap: F.Palacios                                                       |
| 13-6-2022                                                             | Fort-de-France                                                        | Martinica                                                             | 0 – 0                                                                 | Panama                                                                | CONCACAF Nations League 2022-2023 - 1º turno                          | - | Cap: A.Godoy                                                          |
| 27-9-2022                                                             | Manama                                                                | Bahrein                                                               | 0 – 2                                                                 | Panama                                                                | Amichevole                                                            | Michael Murillo Ismael Diaz | Cap: F.Escobar                                                        |
| 5-11-2022                                                             | Marbella                                                              | Qatar                                                                 | 2 – 1                                                                 | Panama                                                                | Amichevole                                                            | Édgar Bárcenas (rig.) | Cap: A.Godoy                                                          |
| 10-11-2022                                                            | Abu Dhabi                                                             | Panama                                                                | 1 – 1                                                                 | Arabia Saudita                                                        | Amichevole                                                            | Ismael Diaz | Cap: A.Godoy                                                          |
| 15-11-2022                                                            | Sharja                                                                | Venezuela                                                             | 2 – 2                                                                 | Panama                                                                | Amichevole                                                            | José Fajardo Édgar Bárcenas | Cap: A.Godoy                                                          |
| 18-11-2022                                                            | Abu Dhabi                                                             | Camerun                                                               | 1 – 1                                                                 | Panama                                                                | Amichevole                                                            | Michael Murillo | Cap: A.Godoy                                                          |
| 13-3-2023                                                             | San José                                                              | Guatemala                                                             | 1 – 1                                                                 | Panama                                                                | Amichevole                                                            | Carlos Harvey | Cap: J.Murillo                                                        |
| 24-3-2023                                                             | Buenos Aires                                                          | Argentina                                                             | 2 – 0                                                                 | Panama                                                                | Amichevole                                                            | - | Cap: J.Ramos                                                          |
| 29-3-2023                                                             | San José                                                              | Costa Rica                                                            | 0 – 1                                                                 | Panama                                                                | CONCACAF Nations League 2022-2023 - 1º turno                          | José Fajardo | Cap: A.Quintero                                                       |
| 11-6-2023                                                             | Penonomé                                                              | Panama                                                                | 3 – 2                                                                 | Nicaragua                                                             | Amichevole                                                            | 2 Michael Murillo Roderick Miller | Cap: E.Davis                                                          |
| 16-6-2023                                                             | Paradise                                                              | Panama                                                                | 0 – 2                                                                 | Canada                                                                | CONCACAF Nations League 2022-2023 - Semifinale                        | - | Cap: A.Godoy                                                          |
| 19-6-2023                                                             | Paradise                                                              | Panama                                                                | 0 – 1                                                                 | Messico                                                               | CONCACAF Nations League 2022-2023 - Finale 3º-4º posto                | - | Cap: A.Godoy                                                          |
| Totale                                                                |                                                                       | Presenze                                                              | 44                                                                    |                                                                       | Reti                                                                  | 69 |                                                                       |

## Palmarès

### Giocatore

#### Individuale
- Capocannoniere della Bundesliga: 1

2002-2003 (21 gol, a pari merito con Élber)

### Allenatore

#### Club
- Campionato cipriota: 1

APOEL: 2016-2017